# Камбрейська ліга
Камбрейська ліга — військова коаліція низки європейських держав, сформована для боротьби з Венеційською республікою. Її було створно 8 грудня 1508 року Священною Римською імперією, Іспанією та Францією для збереження їхньої гегемонії на Італійському півострові.

## Членство
До ліги входили лідери низки європейських держав, а саме: Максиміліан I (імператор Священної Римської імперії), Людовик XII (король Франції), Фернандо II Арагонський (король Неаполя і Сицилії), Юлій II (суверен Папської держави), Альфонсо I д'Есте (герцог Феррарський), Карло III (герцог Савойський), Франческо II Гонзага (маркіз Мантуанський) і Владислав II (король Угорщини).

## Цілі
Договір було підписано в пікардійському місті Камбре. У його преамбулі приводом для укладення договору був мир між імператором Священної Римської імперії та герцогом Гульдерським за посередництва іспанських і папських послів. Також проти Венеційської республіки були висунуті наступні зауваження:
[…] щоб припинити втрати, зловживання, грабіж та шкоду, яку венеційці завдали не тільки Святому Апостольському Престолу, але і Священній Римській імперії, Австрійському престолу, герцогам Міланським, королям Неаполя і багатьом іншим правителям, займаючи і тиранічно утримуючи їх блага, землі, міста і замки, немов змовилися всім на зло […] Тому ми визнали не тільки корисним і почесним, але і необхідним закликати всіх до правильної помсти, щоб загасити, як всеохопний вогонь, ненаситну жадібність венеційців і їх спрагу до панування.
- Максиміліан І, Камбрейський договір
Окрім основної частини, Камбрейський договір передбачав наступний розподіл материкової частини Венеції та її заморських територій між його підписантами:
- до Священної Римської імперії мали б відійти Тревізо, Падуя, Віченца, Верона, Фріулі та Істрія
- до Французького королівства: Брешія, Бергамо, Крема, Кремона і Гера д'Адда
- до Іспанської імперії: Трані, Бріндізі, Отранто і Галліполі
- до Папської держави: Равенна, Червія, Ріміні, Фаенца та її замки, а також деякі володіння поблизу Чезени та Імоли
- до Феррарського герцогства: Полезіне, Есте та Скодозія ді Монтанья
- до Мантуанського макрграфства: Песк'єра, Азола і Лонато
- до Угорського королівства, якщо воно приєднається до союзу: Далмація
- до Савойського герцогства, якщо воно приєднається до союзу: Кіпр

## Конфлікт
Завдяки розгалуженій мережі дипломатів та шпигунів при дворах більшості європейських держав, венеційці знали про підготовку до війти але вважали що суперечки та розбіжності між її учасниками зведуть нанівець усі зусилля об'єднатися.
Однак, Ліга все ж таки розпочала військові дії та воювала проти венеціанських військ між 1508 і 1511 роками. Після того як венеціанська армія була розбита в битві при Аньяделло та відбулося вторгнення до Венето, у напрямку самої Венеції, Ліга зазнала поразки від Бартоломео д'Альвіано під час облоги Падуї. Згодом венеційці почали контрнаступальну кампанію, повернувши значну частину Венето, але зазнавши поразки в морській битві при Полеселлі.
Зрештою хід кампанії змінився коли у 1510 році Папа Юлій II, побоюючись французьких амбіцій в Італії, залишив Лігу та об'єднався з Венецією проти Франції.
Фактично Камбрейська ліга була розпущена наступного року, коли Іспанія та Священна Римська імперія також покинули Лігу, щоб приєднатися до венеційських та папських сил у новому багатонаціональному альянсі під назвою Священна ліга, призначеному для стримування тепер французької влади, а в подальшому Османської імперії.